# محمد أحنصال
محمد أحنصال (من مواليد 1 يناير 1973 في مدينة زاكورة في الصحراء الكبرى في جنوب المغرب) هو عداء مغربي للمسافات الطويلة محترف في سباقات النصف الماراثون والماراثون والألتراماراثون والعدو الريفي. تناوب أحنصال برفقة شقيقه لأكثر من 14 عامًا على الفوز بماراثون الرمال الدولي، فاز ببطولته خمس مرات ويحمل لقب غينيس للأرقام القياسية عن أسرع توقيت لإنهاء السباق في الصحراء الكبرى سنة 1998، في توقيت 16 ساعة و22 دقيقة و29 ثانية. فيما دخل شقيقه لحسن أحنصال موسوعة غينيس للأرقام القياسية كأكثر عداء فوزا في سباق ماراتون الرمال الدولي عشر مرات (سنة 1997 ثم من1999 إلى 2007).
في 30 يوليوز 2012، وُشِّح الثنائي بوسام المكافأة الوطنية من درجة ضابط من قبل ملك المغرب محمد السادس في القصر الملكي بالرباط بمناسبة الذكرى ال13 لعيد العرش.
في عام 2015، أنشأ برفقة شقيقه سباق ماراثون الأطلس في المغرب.

## حياته
ولد أحنصال لعائلة بدوية بالقرب من مدينة زاكورة المغربية. فعاش طفولته مع عائلة متواضعة من البدو الرحل في الصحراء الكبرى حيث عاش مع شقيقه في ظروف صعبة للغاية وأسوة بشقيقه العداء المخضرم لحسن أحنصال، بدأ محمد الجري لأول مرة في سن 17. دون خبرة أو معدات، فشارك في ماراثون الرمال الدولي 19 مرة، فاز فيها خمس مرات، كان أولها في عام 1995. بينما يحمل الرقم القياسي في منصة التتويج ماراثون الرمال 16 مرة من أصل 19 مشاركة.
في عام 2010، فاز في ماراثون الرمال بعد نجاحه في كل المراحل، ثم فاز في عام 2013 في ماراثون البركان المقام على ارتفاع 4500 متر.
عاش محمد أحنصال في مدينة إنغولشتات الألمانية حيث عمل لصالح إم تي في إنغولشتات، قبل أن يعود للمغرب.

## إنجازات عالمية
- ماراثون الرمال الدولي - الفوز 5 مرات.[10] ، ، ،  ،
- ماراثون البركان - الفوز عام 2013
- طريق الحرير الألتراماراثون - الفوز عام 2016
- جائزة أحسن رياضي بجهة سوس ماسة درعة موسم 2009/2010[5]

### بطولة نصف الماراثون
| السنة | المارثون              | التوقيت | النتيجة         | مراجع  |
| ----- | --------------------- | ------- | --------------- | ------ |
| 1999  | نصف ماراثون برلين     | 1:05.49 | المرتبة الرابعة | [ 11 ] |
| 2004  | نصف ماراثون إنغولشتات | 1:10.14 | المرتبة الرابعة | ؛      |
| 2007  | نصف ماراثون إنغولشتات | 1:12.08 | المرتبة الثانية | ؛      |
| 2009  | نصف ماراثون إنغولشتات | 1:12:03 | المرتبة الخامسة | ؛      |
| 2009  | نصف ماراثون ريغنسبورغ | 1:12.05 | المرتبة الرابعة | ؛      |
| 2011  | نصف ماراثون ريغنسبورغ | 1:22:01 | المرتبة ال15    | [ 20 ] |

### الماراثون
| السنة | المارثون                                          | التوقيت | النتيجة         | مراجع  |
| ----- | ------------------------------------------------- | ------- | --------------- | ------ |
| 2000  | ماراثون جبال الألب في دافوس                       | 3:04.33 | المرتبة الأولى  |        |
| 2000  | ماراثون نيويورك                                   | 2:30:30 | المرتبة ال67    | ؛ ،    |
| 2001  | ماراثون يونغفراو                                  | 3:07.40 | المرتبة التاسعة |        |
| 2001  | ماراثون ميونيخ                                    | 2:28.37 | المرتبة التالثة |        |
| 2002  | ماراثون يونغفراو (42 كلم)                         | 3:08.35 | المرتبة التامنة | ؛      |
| 2002  | ماراثون جبال الألب في دافوس                       | 3:09.00 | المرتبة الأولى  |        |
| 2003  | ماراثون يونغفراو                                  | 3:21.09 | المرتبة ال13    | ؛      |
| 2004  | ماراثون ريغنسبورغ (21 كلم)                        | 1:11:42 | المرتبة السادسة | ؛      |
| 2005  | ماراثون جبال الألب في دافوس                       | 3:12.53 | المرتبة الأولى  |        |
| 2005  | ماراثون مندن                                      | 2:39.12 | المرتبة الأولى  |        |
| 2006  | ماراثون يونغفراو                                  | 3:35.33 | المرتبة ال29    | ؛      |
| 2007  | ماراثون يونغفراو (26.2 كلم)                       | 3:16.28 | المرتبة ال11    | [ 31 ] |
| 2007  | ماراثون لوكسمبورغ                                 | 2:38.31 | المرتبة السابعة |        |
| 2007  | ماراثون تريسنبيرج                                 | 3:16.28 | المرتبة الرابعة | ؛      |
| 2007  | ماراثون ريفيلبيرغ                                 | 3:20.44 | المرتبة السادسة |        |
| 2009  | City Of Trees Marathon (42.2 كلم)                 | 2:43:25 | المرتبة الأولى  | ؛      |
| 2010  | ماراثون ريغنسبورغ (42.2 كلم)                      | 2:36.48 | المرتبة السابعة | [ 35 ] |
| 2010  | سباق جبال سيري زينال (31 كلم)                     | 2:59:12 | المرتبة ال31    | [ 36 ] |
| 2012  | الماراثون الجبلي 42 في فيلا لا أنجوستورا (42 كلم) | 4:27:38 | المرتبة ال28    | [ 37 ] |
| 2013  | ماراثون فولكانو                                   | 3:55:15 | المرتبة الأولى  | [ 38 ] |

### أولتراماراثون
| السنة | المارثون                                          | المسافة     | التوقيت  | النتيجة                   | مراجع  |
| ----- | ------------------------------------------------- | ----------- | -------- | ------------------------- | ------ |
| 1998  | ماراثون الرمال الدولي                             | (220 كلم)   | 16:22.29 | المرتبة الأولى            | ؛      |
| 2001  | ماراثون جبال الألب السويسرية في دافوس             | (78 كلم)    | 6:09.51  | المرتبة الثالثة           |        |
| 2003  | ماراثون الرمال الدولي                             |             | 18:59.15 | المرتبة الثانية           | ؛      |
| 2005  | ماراثون الرمال الدولي                             |             | 19:16.59 | المرتبة الثانية           | [ 43 ] |
| 2006  | ماراثون الرمال الدولي                             |             | 18:41.45 | المرتبة الرابعة           | [ 44 ] |
| 2007  | ماراثون جبال الألب السويسرية في دافوس             | (78 كلم)    | 6:19.57  | المرتبة الثالثة           |        |
| 2007  | ماراثون الرمال الدولي                             |             | 17:36:51 | المرتبة الثانية           | [ 45 ] |
| 2008  | ماراثون الرمال الدولي                             | (245 كلم)   | 19:27.46 | المرتبة الأولى            | ؛      |
| 2009  | ماراثون الرمال الدولي                             | (202 كلم)   | 16:27.26 | المرتبة الأولى            | ؛      |
| 2009  | سباق مون بلان الجبلي (ألترا تريل دو مونت بلانك)   | (170 كلم)   | 31:47:37 | المرتبة ال125             | [ 48 ] |
| 2009  | ماراثون آلغوي بانوراما (Allgäu Panorama Marathon) | (50 كلم)    | 6:27:33  | المرتبة الثانية           | [ 49 ] |
| 2010  | ماراثون الرمال الدولي                             | (250 كلم)   | 19:45.08 | المرتبة الأولى            | ؛      |
| 2010  | ماراثون جبال الألب في دافوس                       | (78 كلم)    | 6:52:58  | المرتبة ال17              | [ 52 ] |
| 2011  | ماراثون الرمال الدولي                             | (250 كلم)   | 21:03:37 | المرتبة الثانية           | ؛      |
| 2011  | Grand Raid Reunion La Diagonale des Fous          | (161.8 كلم) | 34:18:10 | المرتبة ال47              | [ 55 ] |
| 2012  | ماراثون الرمال الدولي                             |             | 20:20.23 | ؛                         |        |
| 2013  | ماراثون الرمال الدولي                             | (251.1 كلم) | 18:59.35 | المرتبة الأولى            | ؛      |
| 2013  | ماراثون جبال الألب في دافوس                       | (78 كلم)    | 8:01:42  | المرتبة ال29              | [ 62 ] |
| 2014  | ماراثون الرمال الدولي                             | (251.1 كلم) | 20:50.58 | المرتبة الثالثة           | ؛      |
| 2015  | ماراثون الرمال الدولي                             | (42.2 كلم)  | 23:25:41 | المرتبة ال11              | ؛      |
| 2015  | Grand to Grand Ultra                              | (273 كلم)   | 34:45:36 | المرتبة الثانية           | ؛      |
| 2016  | أولتراماراثون بادواتر                             | (217 كلم)   | -        | انسحب بعد المرحلة الثالثة | ؛      |
| 2018  | أولتراماراثون Foz Côa Douro Trail                 | (207 كلم)   | 17:06:50 | المرتبة الثانية           | ؛      |
| 2018  | Leopard Ultra Trail du Mullerthal في اشترناخ.     | (75 كلم)    | 11:01:31 | المرتبة 42                | ؛      |

### عدو ريفي
| السنة | المارثون                                                            | التوقيت   | النتيجة         | مراجع  |
| ----- | ------------------------------------------------------------------- | --------- | --------------- | ------ |
| 1994  | بطولة العالم للعدو الريفي (سباقات العدو للفتيان (8 كلم) منفرد وفرق) | 26:03     | المرتبة ال35    | [ 75 ] |
| 2002  | سباق القرن في كتسبويل                                               | 1:04.14   | المرتبة الخامسة |        |
| 2003  | سباق قمة تسوغشبيتسه المتطرف في إيروالد                              | 2:16.17,5 | المرتبة الأولى  |        |
| 2005  | سباق قمة تسوغشبيتسه المتطرف في إيروالد                              | 2:03.46,7 | المرتبة الثانية |        |
| 2007  | سباق قمة تسوغشبيتسه المتطرف في إيروالد                              | 1:46.28   | المرتبة الثالثة |        |